# Pseudocalotes ziegleri
Pseudocalotes ziegleri là một loài nhông thuộc chi Pseudocalotes được phát hiện thấy sinh sống trong rừng thường xanh ở độ cao trên 1.000 mét thuộc cao nguyên Kon Tum. Người phát hiện ra loài nhông này là Thomas Ziegler công tác tại Vườn thú Köln.
Pseudocalotes ziegleri dài khoảng 127–168 mm (không tính đuôi thì dài khoảng 68–78 mm). Ở gáy có từ 6 đến 7 gai, song không có gai ở lưng. Giữa thân có từ 57 đến 64 hàng vảy xếp chồng lên nhau. Thân màu xám hay nâu nhạt với những đốm nâu sẫm nằm rải rác.